# Personnages de La Légende des super-héros
Cette page présente les personnages de la série télévisée La Légende des super-héros.

## Les Héros principaux de la Légion
| Super-Héros                  | Véritable Identité   | Description |
| ---------------------------- | -------------------- | --- |
| Superman (du XXIe siècle)    | Kal-El / Clark Kent  | - Force - Invulnérabilité - Vitesse - Endurance - Vol - Thermovision - Vision à rayons X (lui permettant de voir à travers la plupart des matières, sauf le plomb) - Vision télescopique - Vision microscopique - Vision nocturne - Souffle réfrigérant - Supersouffle - Super ouïe - Apnée |
| Lightning Lad                | Garth Ranzz          | Lightning Lad peut emmagasiner et émettre de l'électricité y compris sous forme d'éclairs. Son bras robotisé est compatible avec ses pouvoirs bio-électrique. |
| Saturn Girl                  | Imra Ardeen          | Imra est une télépathe très puissante pouvant transmettre ses pensées, lire celles des autres et même les influencer. Son pouvoir est tel que son mentor, craignant qu'elle ne le supporte, lui implanta de solides barrières psychiques. Celles-ci sautèrent en deux fois, révélant toute la puissance de son pouvoir, un potentiel encore jamais vu sur Titan mais qu'elle utilise pour le bien.                                                            |
| Brainiac 5                   | Querl Dox            | Il a deux fois le niveau d’intelligence d’un humain déjà surdoué, ce qui lui permet de mener de front 12 tâches à la fois. Son QI hors du commun en fait un savant extrêmement brillant, à l'origine de la plupart des inventions utilisées par son équipe. |
| Phantom Girl                 | Tinya Wazzo          | Native de Bgztl, Tinya a le pouvoir de rendre son corps intangible, ce qui lui permet de "phaser" à travers des objets solides. Les rafales d'énergie n'ont pas non plus d'effet sur elle. Elle peut également animer le corps d'autres personnes et des machines inanimées sous sa forme ectoplasmique, un pouvoir que les habitants de Bgztl ne possèdent pas. Il est possible que l'héritage génétique interplanétaire de Tinya y soit pour quelque chose. |
| Bouncing Boy                 | Charles Foster Taine | Il peut transformer son corps à volonté, lui faisant adopter la forme d'un ballon. Il ne ressent alors aucune douleur, même s'il entre en contact avec un objet solide, quel qu'il soit. Il est également alors protégé des chocs électriques. |
| Timber Wolf                  | Brin Londo           | Sa force, sa vitesse et son agilité sont supérieures à celles d'un être humain normal. Son anneau d'Icare fourni par l'alliance lui permet de voler. |
| Triplicata (Triplicate Girl) | Luornu Durgo         | Elle est capable de se séparer en trois corps distincts (blanc, violet et orange), reflet chacun d'une des facettes de sa personnalité. |
| Duplicata (Duo Damoiselle)   | Luornu Durgo         | Elle est capable de se séparer en trois corps distincts (blanc, violet et orange), reflet chacun d'une des facettes de sa personnalité. |

## Les Autres Membres de l'Alliance
| Super-Héros                   | Véritable Identité    | Description |
| ----------------------------- | --------------------- | --- |
| Colossal Boy                  | Gim Allon             | Il peut changer sa taille jusqu'à devenir un géant, et sa force augmente en proportion. |
| Blok                          | Blok                  | Son corps, entièrement fait de silicone, lui donne une grande résistance physique ainsi qu'une force et une endurance surhumaines. |
| Element Lad                   | Jan Arrah             | Doté de formidables pouvoirs mentaux, il peut s'en servir pour transformer les éléments en altérant leur composition chimique. Son pouvoir lui permet d'altérer sa propre structure, voire de créer la vie. |
| Dream Girl                    | Nura Nal              | Elle a des visions à court terme de l'avenir. Mais comme pour cela elle doit dormir, cela limite considérablement l'utilité de son pouvoir, car elle est narcoleptique. Toutefois, afin de compenser son manque d'utilité en combat, elle suit un entraînement intensif au corps-à-corps.                                                             |
| Sun Boy                       | Dirk Morgna           | Sun Boy peut générer une source infinie d'énergie solaire, de la plus petite flamme de bougie à une brasière étouffante. Il est immunisé à toute forme de chaleur et de radiation. |
| Cosmic Boy                    | Rokk Krinn            | Cosmic Boy a le pouvoir de contrôler les forces magnétiques, comme tous les natifs de sa planète Braal, ce qui lui permet de manipuler métaux et plastiques à volonté. Il peut aussi ressentir les impulsions électromagnétiques ou électriques des ordinateurs, contrôlant jusqu'à un certain degré les systèmes électriques.                        |
| Tyroc                         | Troy Stewart          | Il possédait le pouvoir mutant d'émettre à partir de sa voix de l'énergie provenant de multiples dimensions de son île natale, Marzal, avec des effets susceptibles de varier à chaque fois. |
| Shrinking Violet              | Salu Digby            | Comme tous ceux de sa planète, elle peut faire rétrécir tout ce qu’elle veut, y compris elle-même. |
| Mange-Matière                 | Tenzil Kem de Bismoll | Comme tous les natifs de sa planète, il a la faculté de "manger", en réalité d'assimiler, la matière. |
| Star Boy                      | Thom Kallor           | Son pouvoir de base est de modifier la masse, quel que soit le sujet ou l'objet. |
| Ferro Lad                     | Andrew Nolan          | Piégé dans sa forme métallique, il a acquis en contrepartie une force et une résistance considérables. |
| Ultra Boy                     | Jo Nah de Rimbor      | Il peut en quelque sorte adopter le pouvoir qu'il désire : il lui suffit pour cela de le déclamer a haute voix. |
| Chameleon Boy                 | Reep Daggle           | Il peut adopter n'importe quelle apparence, que ce soit celle d'un animal ou d'un humain. |
| Superman-X (du XXXXIe siècle) | Kell-El               | Superman du futur créé à partir de l'ADN prélevé sur une statue de Superman. Ses pouvoirs diffèrent pourtant de ceux de l'Homme d'Acier : s'il peut lui aussi voler, il a la capacité de projeter de la glace par ses mains et ses yeux, et peut créer une sorte de bouclier énergétique devant sa poitrine et des lames triangulaires sur ses mains. |
| Karaté Kid                    | Val Armorr            | Il n'a aucun super-pouvoir mais est un expert en arts martiaux. Couplés à sa forte détermination, ses talents font de lui un équipier de choix. |
| Nemesis Kid                   | Hart Druite           | Il peut absorber et neutraliser les pouvoirs de ses adversaires. |

## L'Alliance des Remplaçants
| Super-Héros                        | Véritable Identité  | Description |
| ---------------------------------- | ------------------- | --- |
| Pete le Porc-épic (Porcupine Pete) | Peter Dursin        | Sa peau est recouverte de piquants qu'il peut projeter autour de lui. Si au début, il manque totalement de contrôle dans la direction qu'ils prennent, il y parvient avec l'entraînement avant que la crise des Terres Infinies ne le fasse régresser.                                                                                           |
| Chlorophyll Kid                    | Ral Benem de Mardru | Il a le pouvoir de faire pousser en quelques secondes des plantes d'une hauteur bien plus grande que d'ordinaire. Son pouvoir peut donc se révéler défensif, créant une barrière, mais aussi offensif, pouvant ainsi détruire un immeuble. La grande limite de son pouvoir est qu'une fois ces plantes poussées, il ne peut les faire régresser. |
| Stone Boy                          | Dag Wentim          | Il est capable de se transformer en pierre, ce qui le rend quasiment invulnérable, mais dans cet état tombe en catalepsie. Par la suite, on découvre une méthode pour en faire un somnambule répondant à des stimuli bien précis qui lui permettent d'agir plus ou moins consciemment.                                                           |
| Color Kid                          | Ulu Vakk            | Il peut changer la couleur de tout ce qu'il veut. Chacun de ses doigts émet une couleur différente, et il peut les mêler. Il est capable de déceler mentalement la couleur des objets même s'il ne les voit pas. |
| Infectious Lass                    | Drura Sehpt         | Elle développe au toucher de nombreuses maladies infectieuses que propagent les micro-organismes qu'elle a dans son corps. |

## Les Super-Vilains

### LesFatal Cinq(Fatal Five)
| Super-Vilain                           | Véritable Identité | Description |
| -------------------------------------- | ------------------ | --- |
| Impératrice Émeraude (Emerald Empress) | Sarya              | Tire son pouvoir de l'Œil Émeraude d'Ekron (celui-ci lui donne de nombreux pouvoirs comme celui de téléportation ou de manipulation mentale) |
| Validus                                | Garridan Ranzz     | Ayant une force comparable à celle de Superman                                                                                               |
| Mano                                   | inconnue           | Peut tout détruire d'un simple toucher |
| Tharok                                 | inconnue           | Intelligent et armé jusqu'aux dents |
| Persuador (Persuader)                  | Nyeun Chun Ti      | Dont l'arme atomique peut couper n'importe quoi                                                                                              |

### La Light Speed Vanguard (The Light Speed Vanguard)
| Super-Vilain   | Véritable Identité | Description |
| -------------- | ------------------ | --- |
| Tyr            | Tyr the Hunter     | Tyr est équipé d'une puissante arme bionique à la place d'un de ses bras réels. L'arme peut tirer des souffles d'énergie puissants et peut d'une manière ou d'une autre contrôler les esprits des gens. L'arme peut se détacher du corps de Tyr et s'envoler, s'il est capturé. |
| Wave           | Sussa Parks        | Sa chevelure peut s'étirer et devenir une véritable arme vivante, prenant alors une teinte verte. |
| Hunter         | inconnue           | Il possède visiblement une grande force et une grande aptitude au combat. |
| Ron-Karr       | inconnue           | À l'instar de Chameleon Boy, il peut changer de forme. |
| Esper          | Meta Ulnoor        | Elle possède des pouvoirs psychiques similaires à ceux de Saturn Girl mais plus puissants. |
| Lightning Lord | Mekt Ranzz         | Il possède les mêmes pouvoirs électriques que son frère. |

### Les autres Ennemis
| - Professeur Mar Londo (Dr. Mar Londo), père de Timber Wolf - Alexis Luthor (descendante de Lex Luthor) - Wodehouse - Les Scavengers (The Scavengers) - Boris le Majordome - Professeur Planarus | - Les Coluans - Quavermass 12 (The Quatermass 12 space station) - Drax - Zyx - Starfinger |  |

- Le Contrôleur
- Le Mangeur de Soleil
- Imperiex, le destructeur de galaxie
- Terra Man
- Mordru

## Autres personnages
| - Martha Kent - Pres. Winema Wazzo - ZZok |